# Saint-Geours-d’Auribat
Saint-Geours-d’Auribat [sɛ̃ ʒuʁ doʁibat] (okzitanisch Sent Jors d’Auribat) ist ein Dorf und eine Gemeinde mit 410 Einwohnern (Stand 1. Januar 2022) im französischen Département Landes in der Region Nouvelle-Aquitaine (vor 2016 Aquitaine). Die Gemeinde gehört zum Arrondissement Dax und zum Kanton Coteau de Chalosse. Die Einwohner werden Saint-Geournais genannt.

## Geographie
Die Gemeinde Saint-Geours-d’Auribat liegt am Fluss Louts im Norden der Landschaft Chalosse und am Südrand der Landes de Gascogne, etwa 23 Kilometer ostnordöstlich von Dax. Umgeben wird Saint-Geours-d’Auribat von den Nachbargemeinden Onard im Norden, Poyanne im Osten, Gamarde-les-Bains im Süden, Cassen im Westen sowie Vicq-d’Auribat im Nordwesten (Berührungspunkt).

## Bevölkerungsentwicklung
| Jahr                       | 1962 | 1968 | 1975 | 1982 | 1990 | 1999 | 2011 | 2021 |
| -------------------------- | ---- | ---- | ---- | ---- | ---- | ---- | ---- | ---- |
| Einwohner                  | 321  | 299  | 249  | 248  | 260  | 279  | 360  | 413  |
| Quellen: Cassini und INSEE |      |      |      |      |      |      |      |      |

## Sehenswürdigkeiten

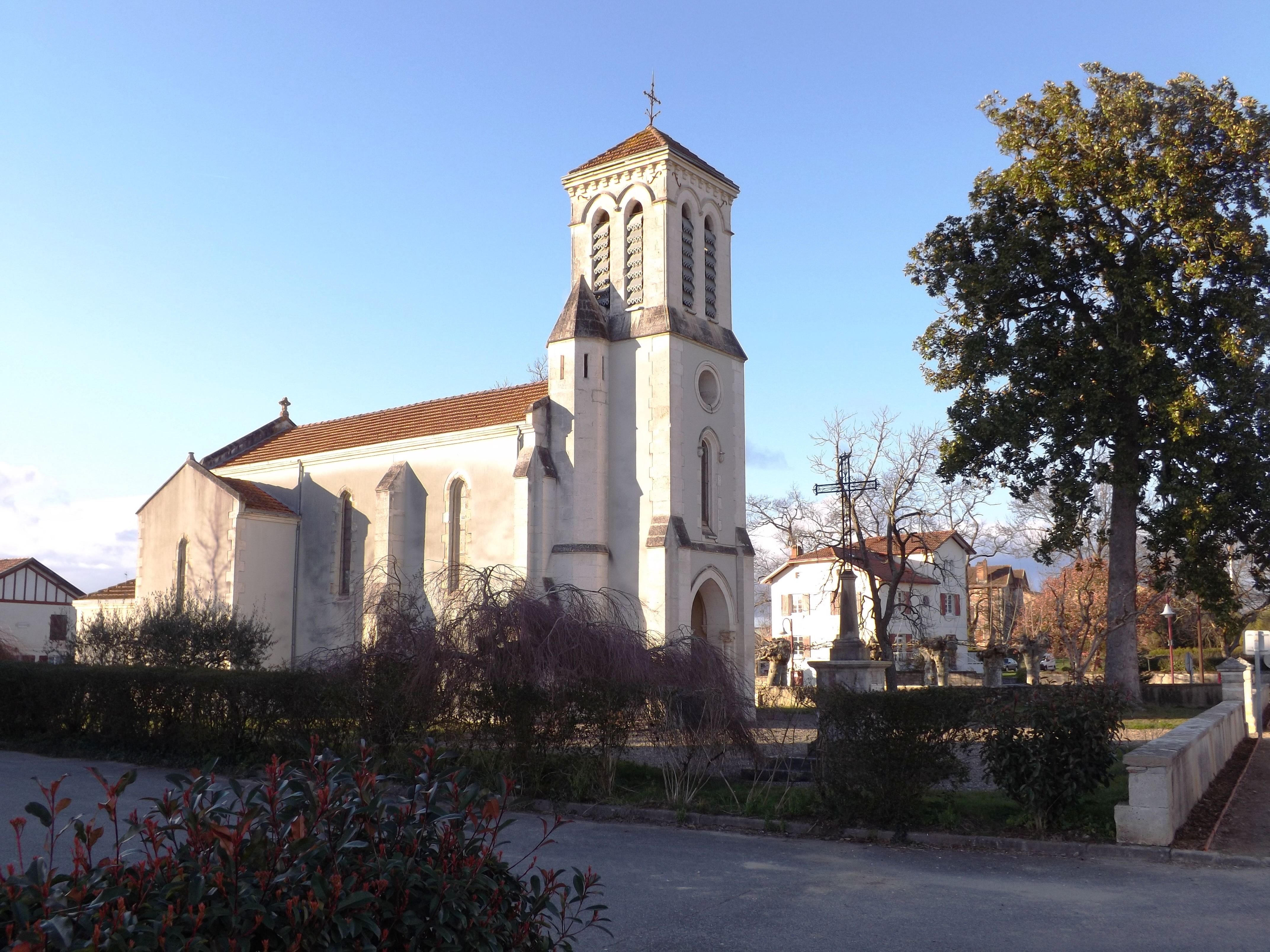
Kirche Saint-Georges

- Kirche Saint-Georges